# 미성년 (2019년 영화)
"미성년"은 2019년 4월에 개봉된 대한민국의 영화이다. 영화 배우 김윤석의 감독 데뷔작으로서 김윤석은 감독과 함께 주인공 대원을 직접 연기한다. 염정아, 김소진, 김혜준, 박세진이 출연한다.
2014년 김윤석 감독이 옴니버스 연극 중 한 편이던 원작을 보고 연출을 결심했고 원작자인 이보람 작가와 공동으로 각본을 집필했다.

## 줄거리
같은 학교 2학년 주리(김혜준)와 윤아(박세진)가 학교 옥상에서 만나 입씨름을 펼친다. 주리의 아빠(김윤석)와 윤아의 엄마(김소진)가 어떤 일을 저질렀기 때문. 이 상황이 커지는 것을 막고 싶어하는 주리와는 달리, 윤아는 어른들의 일이라며 신경 안 쓰겠다고 그런다. 결국 주리의 엄마(염정아)도 사태를 알게 되고, 김소진의 배는 점점 불러온다.

## 캐스팅
- 염정아: 영주 역, 주리 엄마
- 김소진: 미희 역, 세진 엄마
- 김혜준: 주리 역 (염정아와 김윤석의 딸)
- 박세진: 윤아 역 (김소진과 이희준의 딸)
- 김윤석: 대원 역, 세진 아빠
- 이희준: 박서방 역, 윤아 아빠
- 김희원: 김선생 역 (주리와 윤아가 다니는 학교 선생님)
- 정종준: 조은상조 아저씨
- 이정은: 방파제 아줌마
- 염혜란: 병원 등장 (정이랑 엄마)
- 정이랑: 병원 등장 (염혜란 딸)
- 김혜윤: 정현주 (주리 학교 친구)
- 황재열 : 편의점 남자

## 영화 정보
- "미성년"에서는 부부로 출연하는 염정아와 김윤석은 "범죄의 재구성"(2004)와 "전우치"(2009)에 출연했지만 함께 나온 장면은 없다.[4]
- 염정아가 출연한 TV드라마 "SKY캐슬"에서 딸 예서로 출연한 김혜윤은 "미성년"에서는 딸 주리(김혜준)의 학교 친구로 잠깐 등장한다.[5]
- 영화 "미성년"은 2019년 4월 2일, 롯데시네마건대입구에서 언론배급시사회를 가졌다. 이 자리에는 김윤석 감독과 배우 염정아, 김소진, 김혜준, 박세진이 참석했다.[6]
- 스포일러 김혜준은 마지막 장면에 등장하는 '용각산'에 든 물질은 '슈가파우더'를 넣어 촬영한 것이라고 밝혔다.[7]

## 수상
- 2019년 제23회 판타지아 국제영화제 베스트 데뷔상 특별언급 - 김윤석
- 2019년 제39회 한국영화평론가협회상 10대 영화상
- 2019년 제39회 하와이 국제영화제 넷팩상 - 김윤석
- 2019년 제40회 청룡영화상 신인여우상 - 김혜준

## 같이 보기
- 2019년 대한민국의 영화 목록